# Emkej
Emkej, rojen kot Marko Kocjan, slovenski reper in ustanovitelj Wudisban Records iz Maribora, pa tudi član hiphopovske skupine Tekochee Kru. 

## Zgodovina

### Psevdonim
»Emkej« je slovensko prečrkovanje angleške izgovarjave črk MK, začetnic Marka Kocjana.

### Zgodnja poklicna pot
Emkej je začel svojo kariero v lokalni skupini B-Squad, ki jo je ustanovil njegov prijatelj Sniki in njegov sosed Kato, ki je bil glasbeni producent skupine. Skupaj so snemali glasbo, večinoma doma, in nastopili na različnih lokalnih hip-hop dogodkih. 

### Tekochee Kru in kasnejša kariera
Leta 2005 sta se Emkej in Sniki pridružila eni od najbolj znanih mariborskih hip-hop skupin, Tekochee Kru. Emkej se je hitro uveljavil kot najplodnejši reper med sedmimi člani – od vseh članov je bil namreč na njihovem studijskem albumu Adijo, stari, kaki scenarij, izdan leta 2007, najbolj prominenten. V letu 2010 je izdal tudi solo prvenec z naslovom Šmorn. Nadaljeval je turnejo po državi in leta 2012 izdal svoj drugi album, Znajdi se.
Leta 2022 je na Dnevu slovenske glasbe (Frišno/Fresh) s skladbo »Ljujezen« osvojil nagrado občinstva.

## Diskografija

### Solo albumi
- Šmorn (2010) [1]
- Znajdi se (2012)
- Probaj razumet (2017)

### Drugo
- Adijo stari, kaki scenarij (s Tekochee Kru) (2007) [1]
- Božja gamad (z Veleborom) (2013)
- Cifre (z DJ Splifom) (2013)
- Sabljasti tiger (s Tekochee Kru) (2014)